# Davide Pascolo
Davide Pascolo (Udine, 14 de dezembro de 1990) é um basquetebolista profissional italiano que atualmente joga na Lega Basket pelo Aquila Basket Trento. O atleta possui 2,03m e atua na posição Ala-pivô. 